# 佟广生
佟广生（1928年—2014年2月18日），广东人，中华人民共和国政治人物。
早年进入广东省水产研究所，1973年，担任研究所革委会副主任。后担任农业部南海区渔业指挥部指挥长、农业部南海区渔政分局局长。2014年2月18日去世。